# Paul McGowan
Paul McGowan (* 7. Oktober 1987 in Bellshill) ist ein schottischer Fußballspieler auf der Position eines Stürmers. Er spielte zuletzt beim FC Dundee.

## Karriere
McGowan begann seine Karriere bei Celtic Glasgow in der dortigen Reserveabteilung. 2006/07 wurde er an Greenock Morton verliehen. In seiner ersten Saison als Einsatzspieler wurde er in der dritthöchsten schottischen Spielklasse Meister und stieg damit in die Scottish First Division der zweiten Liga auf. 2007 kehrte er nach Glasgow zurück und gab sein Debüt in der Scottish Premier League. Im Spiel gegen Inverness Caledonian Thistle am 15. September 2007 wurde er in der 72. Minute für Scott McDonald eingewechselt. Das Spiel endete 5:0.
In der Saison 2008/09 kam er zu keinem Einsatz in der Liga, jedoch durfte er am 10. Dezember 2008 in der UEFA Champions League gegen den FC Villarreal aufs Feld laufen. McGowan wurde in der 74. Minute für Aiden McGeady eingewechselt und bekam in der 76. Minute eine gelbe Karte wegen Foulspiels. In der Winterübertrittszeit 2008/09 wurde er abermals verliehen, diesmal zum Erstligisten Hamilton Academical. Mit 14 Einsätzen und einem Tor zählte McGowan zu den Stammspielern des am Ende der Saison Liganeunten. Später spielte er Leihweise beim FC St. Mirren die ihn danach fest verpflichteten. Im Sommer 2014 wechselte McGowan zum FC Dundee.

## Erfolge
- Aufstieg in die Scottish First Division 2007